# Mindszenti Antal
Mindszenti Antal (Nagyszombat, 1687. július 19. – Nagyszombat, 1736. április 15.) bölcseleti és teológiai doktor, Jézus-társasági áldozópap és tanár.

## Élete
Nemes szülők gyermeke. 1702. október 9-én lépett a rendbe. A bölcseletet Kassán, a teológiát ugyanott és 1725-ben Nagyszombatban tanította, 1731-ben a bölcseleti kar dékánja volt. Miután 19 évig volt tanár, a nagyszombati növendékpapok főnöke lett; innét Kolozsvárra ment, ahol szintén a kollegium és az akadémia rektora volt.

## Művei
- Encomia Virginis beatissimae exercitationibus oratoriis adumbrata. Tyrnaviae, 1717
- Fasti Hungariae ... 1721. Cassoviae
- Propugnaculum reipublicae christianae religione conditum, Hungarorum fortitudine quinque saeculis defensum, nunc ethice adumbratum. Tyrnaviae, 1724–1725, két kötet
- Historia flentis Thaumaturgae Virginis Claudiopolitanae, cum praevia Dissertatione theologica. Uo. 1725